# استیل‌استونات نیکل (II)
استیل‌استونات نیکل(II) (به انگلیسی: Nickel(II) acetylacetonate) با فرمول شیمیایی C۱۰H۱۴NiO۴ or C۳۰H۴۲Ni۳O۱۲ (trimer) یک ترکیب شیمیایی است. که جرم مولی آن ۲۵۶٫۹۱ g/mol می‌باشد. شکل ظاهری این ترکیب، dark green است.